# Natuurschoon
Natuurschoon is de term die natuurbeschermers en anderen in Nederland in het begin van de 20e gebruikten om waardevolle natuur aan te duiden.
Een eeuw later worden andere termen gebruikt zoals landschappelijke waarde of biodiversiteit. Het was zeker niet zo dat bij de term natuurschoon alleen esthetiek telde. 
Een deel van de vanwege hun natuurschoon waardevol geachte gebieden was als landgoed in bezit van particulieren. Deze terreinen bestonden veelal uit bossen, soms uit heide, water en bebouwing en vaak ook uit landbouwgronden. 
Bij gebrek aan wettelijke beschermingsmiddelen en gelden om terreinen aan te komen werd omstrejst 1920 naar andere middelen gezocht om natuurschoon te handhaven. 
In 1928 in Nederland de Natuurschoonwet 1928 ingevoerd, die belastingfaciliteiten ging bieden voor landgoedeigenaren als deze hun gebied zo beheerden dat het natuurschoon beschermd werd en de gebieden als wandelgebied openegesteld werden voor het publiek. 